# Body Language Live
Body Language Live je DVD avstralske pevke Kylie Minogue, izdan v sklopu promocije njenega koncerta Money Can't Buy. Na DVD so vključili pesmi z albuma Body Language, pa tudi nekaj njenih največjih uspešnic. DVD je vključeval tudi videospote za pesmi »Slow«, »Red Blooded Woman« in »Chocolate«, kratek dokumentarni film, video posnetke z različnih strani, galerijo fotografij, štiri posterje in povezavo spletne strani.

## Seznam pesmi
1. »Still Standing«
2. »Red Blooded Woman«
3. »On a Night Like This«
4. »Je t'aime« / »Breathe«
5. »After Dark«
6. »Chocolate«
7. »Can't Get You Out of My Head«
8. »Slow«
9. »Obsession«
10. »In Your Eyes«
11. »Secret (Take You Home)«
12. »Spinning Around«
13. »Love at First Sight«